# 春日温泉 (長野県)
春日温泉（かすがおんせん）は、長野県佐久市春日（旧国信濃国）にある温泉。

## 泉質
- 無色透明のアルカリ性単純温泉[1]
- 泉温は25℃[1]
- 神経痛、頭痛、婦人病などに効能がある[1]。

## 温泉街
蓼科山の北麓、標高950メートルの森林地帯、鹿田川の上流に数軒の旅館が点在する（1997年時点では『もちづき荘』『ゆざわ荘』『いずみ屋』の3軒が存在）。全ての旅館で日帰り入浴可能。
以前は、旧望月町に属していた。

## 歴史
開湯は、延宝年間（1673年〜1681年）。鹿が湯に浸かっているところを猟師が発見したのが始まり。そのため、古くから御鹿の里（みかのさと）と呼ばれていた。
かつては若山牧水も湯治に訪れていた。

## アクセス
JR小海線・北陸新幹線佐久平駅からバス(千曲バス中仙道線望月バスターミナルで乗換、東信観光バス春日線春日温泉で下車)で30分。
上信越自動車道佐久ICから車で60分。